# Ingeborg Markgraf-Dannenberg
Ingeborg Markgraf-Dannenberg (18 de março de 1911 - 22 de março de 1996)  foi uma naturalista, professora e botânica suíça, que trabalho academicamente no "Instituto de Botânica Sistemática da Universidade de Zurique".

## Algumas publicaciones
- 1952. Die auf der I.P.E. in Spanien beobachteten Vertreter der Gattung Festuca
- 1969. Die systematische Zugehörigkeit von Festuca kilimanjarica Hedberg (A posição taxonómica de Festuca kilimanjarica Hedberg). Willdenowia 5 (2 de março de 1969): 271-278
- 1981. The Genus Festuca (Gramineae) in Turkey: New Taxa and New Names. Willdenowia 11 (2 , 30 de dezembro de 1981) : 201-210